# Giornata mondiale della traduzione

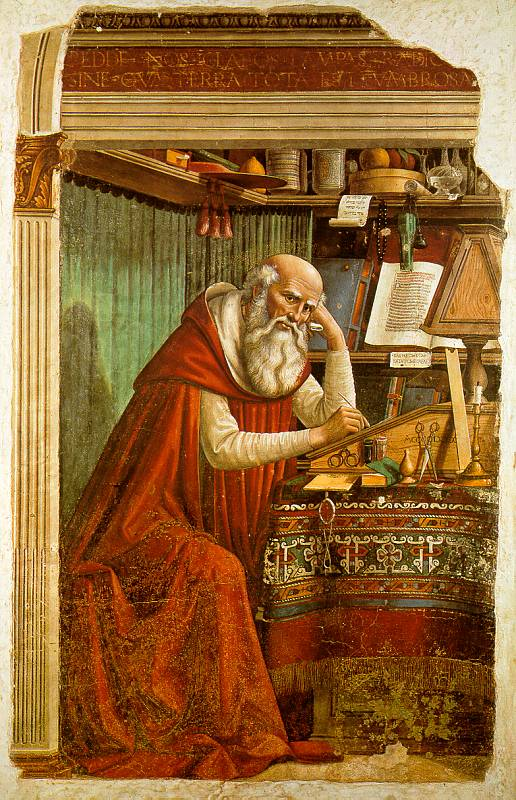
San Girolamo nello studio. Dipinto di Domenico Ghirlandaio, 1480

La giornata mondiale della traduzione (Journée mondiale de la traduction, International Translation Day) è un evento celebrato ogni anno il 30 settembre in corrispondenza della festa di san Girolamo, il traduttore della Bibbia, considerato il santo patrono dei traduttori. Venne istituita dalla FIT (Fédération internationale des traducteurs) a partire dal 1953.
Nel 1991 la FIT lanciò l'idea di una Giornata mondiale della traduzione ufficialmente riconosciuta.